# Cole Caufield
Cole Caufield (* 2. Januar 2001 in Stevens Point, Wisconsin) ist ein US-amerikanischer Eishockeyspieler, der seit März 2021 bei den Canadiens de Montréal in der National Hockey League unter Vertrag steht und dort auf der Position des rechten Flügelstürmers spielt.

## Karriere

### Jugend
Cole Caufield besuchte in seiner Jugend die Stevens Point Area Senior High School in seiner Geburtsstadt und lief für deren Eishockeyteam in einer lokalen High-School-Liga auf. Zur Saison 2017/18 wurde er ins USA Hockey National Team Development Program (NTDP) aufgenommen, die zentrale Talenteschmiede des US-amerikanischen Verbandes USA Hockey. Mit den U17- und U18-Auswahlen des NTDP, die auch als Nachwuchsnationalmannschaften fungieren, nahm der Angreifer in den folgenden zwei Jahren am Spielbetrieb der United States Hockey League (USHL) teil, der ranghöchsten Juniorenliga des Landes. Spätestens hier wurden seine Fähigkeiten als Torschütze zunehmend deutlich, so verzeichnete er mit 29 Toren aus 28 USHL-Partien in der Saison 2018/19 eine Torquote von über 1,0 pro Spiel. Im anschließenden NHL Entry Draft 2019 berücksichtigten ihn die Canadiens de Montréal an 15. Position – und dies trotz seiner für NHL-Profis deutlich unterdurchschnittlichen Physis (170 cm; 75 kg).
Vorerst kehrte Caufield jedoch in seine Heimat Wisconsin zurück und schrieb sich zur Saison 2019/20 an der University of Wisconsin–Madison ein, sodass er fortan mit den „Badgers“ in der Big Ten Conference auflief, einer Liga im Spielbetrieb der National Collegiate Athletic Association (NCAA). Bereits als Freshman überzeugte der Flügelstürmer mit 36 Punkten aus ebenso vielen Partien und wurde daher als Rookie des Jahres ausgezeichnet und im Big Ten First All-Star Team sowie im Big Ten All-Rookie Team berücksichtigt. Diese Leistungen steigerte er im Folgejahr 2020/21 noch einmal deutlich, so führte er die gesamte NCAA in Toren (30) und Scorerpunkten (52) an. Neben der Auszeichnung als Spieler des Jahres und der erneuten Wahl ins Big Ten First All-Star Team wurde ihm daher wenig später auch der prestigeträchtige Hobey Baker Memorial Award zuteil, der den besten College-Spieler des Landes ehrt.

### NHL
Anschließend statteten ihn die Canadiens de Montréal im März 2021 mit einem Einstiegsvertrag aus und ließen ihn in zwei Partien für ihr Farmteam auflaufen, die Rocket de Laval aus der American Hockey League (AHL). Nach drei Treffern und vier Scorerpunkten dort kam er nur wenig später zu seinem Debüt für die Canadiens in der National Hockey League (NHL), wobei er sich prompt in deren Kader etablierte. In den folgenden Stanley-Cup-Playoffs 2021 erreichte er mit Montréal das Endspiel um den Stanley Cup, unterlag dort allerdings den Tampa Bay Lightning mit 1:4. Er persönlich hatte an der ersten Finalteilnahme des Teams seit 1993 mit 12 Punkten und somit drittbester Scorer seiner Mannschaft maßgeblichen Anteil.
Seine erste komplette NHL-Saison 2021/22 beendete Caufield mit 43 Punkten aus 67 Partien und profitierte während der Spielzeit wesentlich vom neuen Cheftrainer Martin St. Louis, unter dem er mehr Eiszeit erhielt. Zudem wurde er gegen Ende des Spieljahres als NHL-Rookie des Monats März ausgezeichnet. Im Juni 2023 unterzeichnete Caufield einen neuen Achtjahresvertrag in Montréal, der ihm ein durchschnittliches Jahresgehalt von ca. 7,8 Millionen US-Dollar einbringen soll. Anschließend steigerte er seine persönliche Statistik in der Saison 2023/24 deutlich auf 65 Punkte aus 82 Einsätzen und bestätigte dies mit 70 Punkten im Folgejahr.

### International
Auf internationaler Ebene sammelte Caufield bei der World U-17 Hockey Challenge 2017 erste Erfahrungen, bei der er mit der US-amerikanischen U17-Auswahl die Goldmedaille gewann. Daran hatte er als bester Torschütze (8) des Turniers maßgeblichen Anteil und wurde daher ins All-Star-Team gewählt. Mit der U18-Nationalmannschaft nahm er anschließend an den U18-Weltmeisterschaften 2018 und 2019 teil und errang dort eine Silber- und eine Bronzemedaille. Bei der WM 2019 erzielte er herausragende 14 Treffer, wurde somit erneut bester Torschütze und egalisierte dabei den zuvor von Alexander Owetschkin im Jahre 2002 aufgestellten Turnierrekord. Infolgedessen wurde der Kanadier als MVP, bester Angreifer und mit der Wahl ins All-Star-Team geehrt. Mit der U20-Nationalmannschaft seines Heimatlandes nahm Caufield im weiteren Verlauf an den U20-Weltmeisterschaften 2020 und 2021 teil, wobei nach einem sechsten Platz im Jahr darauf der Gewinn des Weltmeistertitels folgte.
Sein erstes Turnier für die A-Nationalmannschaft absolvierte Caufield mit der Weltmeisterschaft 2024, die die US-Amerikaner auf dem fünften Rang abschlossen.

## Erfolge und Auszeichnungen
| - 2020 Big Ten First All-Star Team - 2020 Big-Ten-Rookie des Jahres - 2020 Big Ten All-Rookie Team - 2021 Big-Ten-Spieler des Jahres | - 2021 Big Ten First All-Star Team - 2021 Hobey Baker Memorial Award - 2022 NHL-Rookie des Monats März |

### International
| - 2017 Goldmedaille bei der World U-17 Hockey Challenge - 2017 Bester Torschütze der World U-17 Hockey Challenge - 2017 All-Star-Team der World U-17 Hockey Challenge - 2018 Silbermedaille bei der U18-Weltmeisterschaft - 2019 Bronzemedaille bei der U18-Weltmeisterschaft | - 2019 Bester Torschütze der U18-Weltmeisterschaft - 2019 Wertvollster Spieler der U18-Weltmeisterschaft - 2019 Bester Stürmer der U18-Weltmeisterschaft - 2019 All-Star-Team der U18-Weltmeisterschaft - 2021 Goldmedaille bei der U20-Weltmeisterschaft |

## Karrierestatistik
Stand: Ende der Saison 2024/25

### International
Vertrat die USA bei:
| - World U-17 Hockey Challenge 2017 - U18-Weltmeisterschaft 2018 - U18-Weltmeisterschaft 2019 | - U20-Weltmeisterschaft 2020 - U20-Weltmeisterschaft 2021 - Weltmeisterschaft 2024 |

(Legende zur Spielerstatistik: Sp oder GP = absolvierte Spiele; T oder G = erzielte Tore; V oder A = erzielte Assists; Pkt oder Pts = erzielte Scorerpunkte; SM oder PIM = erhaltene Strafminuten; +/− = Plus/Minus-Bilanz; PP = erzielte Überzahltore; SH = erzielte Unterzahltore; GW = erzielte Siegtore; 1 Play-downs/Relegation; Kursiv: Statistik nicht vollständig)

## Familie
Sein Vater Paul Caufield lief in der Saison 1992/93 für die Tulsa Oilers der CHL sowie die Roanoke Valley Rampage der ECHL auf. Sein Großvater Wayne Caufield war ebenfalls Eishockeyspieler und fast 15 Jahre in nordamerikanischen Minor Leagues der 1960er und 1970er Jahre aktiv, unter anderem in der Eastern Hockey League.